# Френк Борман
Френк Фредерик Борман II (енгл. Frank Frederick Borman II; Гери, 14. март 1928 — Билингс, 7. новембар 2023) био је амерички пилот, ваздухопловни инжењер, астронаут. Изабран је за астронаута 1962. године. Носилац је Конгресне свемирске медаље части.

## Биографија
Пре него што је изабран за астронаута, летео је као борбени и тест пилот у Америчком ратном ваздухопловству. Службовао је на Филипинима. Након што је завршио мастер студије, три године је био асистент на Вест Поинту на предметима термодинамика и механика флуида. Завршио је елитну школу за пробне пилоте при Ратном ваздухопловству САД у ваздухопловној бази Едвардс, Калифорнија. Летео је два пута у свемир, на мисијама Џемини 7, која је била најдужа мисија тог програма и трајала је две недеље, и Аполо 8, која је прва обишла Месец са људском посадом. Био је резервни командант мисије Џемини 4. Један је од ретких астронаута који су добили прилику да командују својим првим летом. Пензионисао се у јулу 1970. године са чином пуковника, претходно одбивши могућност командовања мисијом на Месец. Мада му није званично понуђено, тадашњи директор летачких операција НАСА Доналд Слејтон истакао је да би послао посаду Апола 8 на Месец да слети да је Борман био вољан да командује. У свемиру је провео непуних 20 дана. Један је од 24 човека који су путовали на Месец.
Рођен 14. марта 1928. у Герију, Индијана, због проблема са синусима, са родитељима се преселио у топлију Аризону. Средњу школу је завршио у Тусону, Аризона, 1946. године. Дипломирао је на Војној академији САД у Вест Поинту 1950. године, а 1957. је магистрирао ваздухопловну технику на Калифорнијском технолошком институту (КалТех). Године 1970, завршио је курс менаџмента на Пословној школи Харварда. Са пилотирањем је почео да се бави у 15. години. Ожењен је и има два сина.
Забележио је преко 6.000 часова лета на разним типовима авиона. Летео је махом на F-80 Шутинг старовима, F-84 тандерџетовима и Т-33 Шутинг старовима.
По напуштању Ваздухопловства и НАСА-е, радио је у авио компанији Истерн Ерлајнз, где је напредовао од специјалног саветника до генералног директора, функције коју је обављао од 1975. до 1986. године. Члан је неколико кућа славних и носилац бројних друштвених признања, цивилних и војних одликовања.
Након смрти Џона Глена у децембру 2016. године, Борман је постао најстарији живи амерички астронаут, једанаест дана старији од свог колеге Џима Лавела. Преминуо је 7. новембра 2023. године у Билингсу, од последица можданог удара. Имао је 95 година

## Галерија
- Френк Борман као кадет на Вест Поинту, 1950. године
- Френк Борман, 1964. године
- Џим Лавел и Френк Борман, 1965. године
- Френк Борман и Џим Лавел (лево) као пилоти мисије Џемини 7, 1965. године
- Посада Апола 8 (Борман, Лавел, Андерс) у цивилним оделима, 1968. године
- Вилијам Андерс, Џим Лавел и Френк Борман, 1968. године
- Борман током последњих припрема пред лет Апола 8 (у позадини Џим Лавел), 1968. године
- У току лета око Месеца, Борман 1968. године
- Борман држи говор након мисије, 1968. године
- Френк Борман на вези са Линдоном Џонсоном, 1968. године
- Борман (у средини) у Овалној соби током разговора председника Никсона са посадом Апола 11, 1969. године
- Френк Борман, Џим Лавел и Вилијам Андерс (слева надесно), на 40-годишњицу мисије Аполо 8, 2008. године